# Louis Billot
Louis Billot, född 12 januari 1846 i Sierck-les-Bains, död 18 december 1931 i Ariccia, var en fransk jesuit, romersk-katolsk präst och teolog. Billot utsågs till kardinal 1911, men avsade sig denna titel 1927.